# Heinrich Häberlin
Pour les articles homonymes, voir Häberlin.
Heinrich Häberlin est un homme politique suisse, né le 6 septembre 1868 à Weinfelden et mort le 26 février 1947 à Frauenfeld, bourgeois de Bissegg et de Frauenfeld (Thurgovie), conseiller fédéral de 1920 à 1934. Premier président de Pro Helvetia entre 1939 et 1943. Il a aussi dirigé la Commission fédérale de protection de la nature et du patrimoine de 1936 à 1947.
Il est également membre du conseil de fondation de Pro Juventute de 1924 à 1937,.
- Parti radical-démocratique

## Départements
- 1920-1934 : Département de justice et police

## Présidence de la confédération
- 1926, 1931